# Chinees Taipei op de Olympische Zomerspelen 2020
Chinees Taipei nam deel aan de Olympische Zomerspelen 2020 in Tokio, Japan. Er werden in totaal twaalf medailles gewonnen. Twee gouden, vier zilveren en zes bronzen.

## Medailleoverzicht
| Medaille | Naam                                       | Sport         | Onderdeel        | Datum      |
| -------- | ------------------------------------------ | ------------- | ---------------- | ---------- |
| Goud     | Kuo Hsing-chun                             | Gewichtheffen | -59kg (v)        | 27 juli    |
| Goud     | Lee Yang Wang Chi-lin                      | Badminton     | dubbelspel (m)   | 31 juli    |
|          |                                            |               |                  |            |
| Zilver   | Yang Yung-wei                              | Judo          | -60kg (m)        | 24 juli    |
| Zilver   | Deng Yu-cheng Wei Chun-heng Tang Chih-chun | Boogschieten  | team (m)         | 26 juli    |
| Zilver   | Tai Tzu-Ying                               | Badminton     | enkelspel (v)    | 1 augustus |
| Zilver   | Lee Chih-kai                               | Turnen        | paardvoltige (m) | 1 augustus |
|          |                                            |               |                  |            |
| Brons    | Lo Chia-ling                               | Taekwondo     | -59kg (v)        | 25 juli    |
| Brons    | Lin Yun-ju Cheng I-ching                   | Tafeltennis   | dubbelspel (x)   | 26 juli    |
| Brons    | Chen Wen-huei                              | Gewichtheffen | -64kg (v)        | 27 juli    |
| Brons    | Pan Cheng-tsung                            | Golf          | mannen           | 1 augustus |
| Brons    | Wen Tzu-yun                                | Karate        | kumite -55kg (v) | 5 augustus |

## Atleten
Hieronder volgt een overzicht van de atleten die zich kwalificeerden voor deelname aan de Olympische Zomerspelen 2020.
| sport         | Mannen | Vrouwen | totaal |
| ------------- | ------ | ------- | ------ |
| Atletiek      | 4      | 1       | 5      |
| Badminton     | 4      | 1       | 5      |
| Boksen        | 0      | 4       | 4      |
| Boogschieten  | 3      | 3       | 6      |
| Gewichtheffen | 3      | 4       | 7      |
| Golf          | 1      | 2       | 3      |
| Gymnastiek    | 4      | 1       | 5      |
| Judo          | 1      | 2       | 3      |
| Kanovaren     | 1      | 0       | 1      |
| Karate        | 1      | 1       | 2      |
| Paardensport  | 0      | 1       | 1      |
| Roeien        | 0      | 1       | 1      |
| Schietsport   | 2      | 3       | 5      |
| Taekwondo     | 2      | 2       | 4      |
| Tafeltennis   | 3      | 3       | 6      |
| Tennis        | 1      | 4       | 5      |
| Wielersport   | 1      | 1       | 1      |
| Zwemmen       | 2      | 1       | 2      |
| totaal        | 33     | 35      | 68     |

## Sporten

### Atletiek
Mannen
Loopnummers
| atlete        | onderdeel    | series | series | kwartfinale | kwartfinale | halve finale   | halve finale   | finale         | finale         |
| atlete        | onderdeel    | tijd   | rang   | tijd        | rang        | tijd           | rang           | tijd           | rang           |
| ------------- | ------------ | ------ | ------ | ----------- | ----------- | -------------- | -------------- | -------------- | -------------- |
| Yang Chun-Han | 100 m        | bye    | bye    | 10,21       | 5           | niet geplaatst | niet geplaatst | niet geplaatst | niet geplaatst |
| Chen Kuei-ru  | 110 m horden | 13,53  | 5 q    | n.v.t.      | n.v.t.      | 13,57          | 6              | niet geplaatst | niet geplaatst |
| Chen Chieh    | 400 m horden | 50,96  | 7      | n.v.t.      | n.v.t.      | niet geplaatst | niet geplaatst | niet geplaatst | niet geplaatst |

Technische nummers
| atleet          | onderdeel   | kwalificaties | kwalificaties | finale         | finale         |
| atleet          | onderdeel   | afstand       | rang          | afstand        | rang           |
| --------------- | ----------- | ------------- | ------------- | -------------- | -------------- |
| Cheng Chao-tsun | speerwerpen | 71,20         | 30            | niet geplaatst | niet geplaatst |
| Huang Shih-Feng | speerwerpen | 77,16         | 25            | niet geplaatst | niet geplaatst |

Vrouwen
Loopnummers
| atlete    | onderdeel | series | series | kwartfinale    | kwartfinale    | halve finale   | halve finale   | finale         | finale         |
| atlete    | onderdeel | tijd   | rang   | tijd           | rang           | tijd           | rang           | tijd           | rang           |
| --------- | --------- | ------ | ------ | -------------- | -------------- | -------------- | -------------- | -------------- | -------------- |
| Hsieh Hsi | 100 m     | 12,49  | 7      | niet geplaatst | niet geplaatst | niet geplaatst | niet geplaatst | niet geplaatst | niet geplaatst |

### Badminton
Mannen
| atlete                | onderdeel  | groepsfase                                      | groepsfase                        | groepsfase                                         | groepsfase | eliminatie                 | kwartfinale                          | halve finale                          | finale / BM                   | finale / BM |
| atlete                | onderdeel  | tegenstander uitslag                            | tegenstander uitslag              | tegenstander uitslag                               | rang       | tegenstander uitslag       | tegenstander uitslag                 | tegenstander uitslag                  | tegenstander uitslag          | rang        |
| --------------------- | ---------- | ----------------------------------------------- | --------------------------------- | -------------------------------------------------- | ---------- | -------------------------- | ------------------------------------ | ------------------------------------- | ----------------------------- | ----------- |
| Wang Tzu-Wei          | enkelspel  | N Karunaratne W (21–12, 21–15)                  | N Nguyen W (21-12, 18-21, 21-12)  | n.v.t.                                             | 1 Q        | V Axelsen V (16-21, 14-21) | niet geplaatst                       | niet geplaatst                        | niet geplaatst                | 9           |
| Chou Tien-chen        | enkelspel  | F Burestedt W (21–12, 21–11)                    | B Yang W (21-18, 18-21, 22-20)    | n.v.t.                                             | 1 Q        | bye                        | Chen L V (14-21, 21-9, 14-21)        | niet geplaatst                        | niet geplaatst                | 5           |
| Lee Yang Wang Chi-lin | dubbelspel | S Rankireddy / C Shetty V (16-21, 21-16, 25-27) | B Lane / S Vendy W (21-17, 21-14) | M F Gideon / K S Sukamuljo W (21-18, 15-21, 21-17) | 2 Q        | n.v.t.                     | H Endo / Y Watanabe W (21-16, 21-19) | M Ahsan / H Setiawan W (21-11, 21-10) | Li J / Liu Y W (21-18, 21-12) | Goud        |

Vrouwen
| atleet       | onderdeel | groepsfase               | groepsfase                  | groepsfase            | groepsfase | eliminatie           | kwartfinale                       | halve finale                | finale / BM                    | finale / BM |
| atleet       | onderdeel | tegenstander uitslag     | tegenstander uitslag        | tegenstander uitslag  | rang       | tegenstander uitslag | tegenstander uitslag              | tegenstander uitslag        | tegenstander uitslag           | rang        |
| ------------ | --------- | ------------------------ | --------------------------- | --------------------- | ---------- | -------------------- | --------------------------------- | --------------------------- | ------------------------------ | ----------- |
| Tai Tzu-ying | enkelspel | S Jaquet W (21–7, 21–13) | Nguyễn T L W (21-16, 21-11) | X Qi W (21-10, 21-13) | 1 Q        | bye                  | R Intanon W (14-21, 21-18, 21-18) | P V Sindhu W (21-18, 21-12) | Chen Y V (18-21, 21-19, 18-21) | Zilver      |

### Boksen
Vrouwen
| atlete          | onderdeel     | eerste ronde         | tweede ronde         | kwartfinale          | halve finale         | finale               | finale         |
| atlete          | onderdeel     | tegenstander uitslag | tegenstander uitslag | tegenstander uitslag | tegenstander uitslag | tegenstander uitslag | rang           |
| --------------- | ------------- | -------------------- | -------------------- | -------------------- | -------------------- | -------------------- | -------------- |
| Huang Hsiao-wen | vlieggewicht  | bye                  | Sorrentino W 5-0     | Radovanović W 5-0    | Çakıroğlu V 0-5      | niet geplaatst       | niet geplaatst |
| Lin Yu-ting     | vedergewicht  | bye                  | Petecio V 3-2        | niet geplaatst       | niet geplaatst       | niet geplaatst       | niet geplaatst |
| Wu Shih-yi      | lichtgewicht  | Alexiusson W 4-1     | Ferreira V 5-0       | niet geplaatst       | niet geplaatst       | niet geplaatst       | niet geplaatst |
| Chen Nien-chin  | weltergewicht | bye                  | Carini W 3-2         | Borgohain V 1-4      | niet geplaatst       | niet geplaatst       | niet geplaatst |

### Boogschieten
Mannen
| atleet                                     | onderdeel   | plaatsingsronde | plaatsingsronde | eerste ronde         | tweede ronde         | derde ronde          | kwartfinale          | halve finale         | finale / BM          | finale / BM |
| atleet                                     | onderdeel   | score           | rang            | tegenstander uitslag | tegenstander uitslag | tegenstander uitslag | tegenstander uitslag | tegenstander uitslag | tegenstander uitslag | rang        |
| ------------------------------------------ | ----------- | --------------- | --------------- | -------------------- | -------------------- | -------------------- | -------------------- | -------------------- | -------------------- | ----------- |
| Tang Chih-chun                             | individueel | 668             | 12              | Nguyễn H P V W 7 - 1 | Wei C-h W 6 – 5      | I Shanny W 6 – 5     | Kim W-j W 6 – 4      | M Nespoli V 2 – 6    | T Furukawa V 3 – 7   | 4           |
| Wei Chun-heng                              | individueel | 661             | 21              | D Castro W 6 - 2     | Tang C-c V 5 – 6     | niet geplaatst       | niet geplaatst       | niet geplaatst       | niet geplaatst       | 17          |
| Deng Yu-cheng                              | individueel | 656             | 30              | A Das V 4 – 6        | niet geplaatst       | niet geplaatst       | niet geplaatst       | niet geplaatst       | niet geplaatst       | 33          |
| Deng Yu-cheng Wei Chun-heng Tang Chih-chun | team        | 1985            | 6               | Australië W 5 – 4    | n.v.t.               | n.v.t.               | China W 5 – 1        | Nederland W 6 – 0    | Zuid-Korea V 0 – 6   | Zilver      |

Vrouwen
| atleet                                | onderdeel   | plaatsingsronde | plaatsingsronde | eerste ronde         | tweede ronde         | derde ronde          | kwartfinale          | halve finale         | finale / BM          | finale / BM |
| atleet                                | onderdeel   | score           | rang            | tegenstander uitslag | tegenstander uitslag | tegenstander uitslag | tegenstander uitslag | tegenstander uitslag | tegenstander uitslag | rang        |
| ------------------------------------- | ----------- | --------------- | --------------- | -------------------- | -------------------- | -------------------- | -------------------- | -------------------- | -------------------- | ----------- |
| Lin Chia-en                           | individueel | 651             | 21              | E Psarra W 6 – 4     | R Pärnat W 7 – 3     | M Brown V 2 – 6      | niet geplaatst       | niet geplaatst       | niet geplaatst       | 9           |
| Tan Ya-ting                           | individueel | 646             | 27              | B Pitman V 4 – 6     | niet geplaatst       | niet geplaatst       | niet geplaatst       | niet geplaatst       | niet geplaatst       | 33          |
| Lei Chien-ying                        | individueel | 640             | 30              | V Marchenko V 6 – 4  | niet geplaatst       | niet geplaatst       | niet geplaatst       | niet geplaatst       | niet geplaatst       | 33          |
| Le Chien-ying Tan Ya-ting Lin Chia-en | team        | 1937            | 7               | Duitsland V 2 – 6    | n.v.t.               | n.v.t.               | niet geplaatst       | niet geplaatst       | niet geplaatst       | 9           |

Gemengd
| atlete                     | onderdeel | plaatsingsronde | plaatsingsronde | eerste ronde         | kwartfinale          | halve finale         | finale / BM          | finale / BM |
| atlete                     | onderdeel | score           | rang            | tegenstander uitslag | tegenstander uitslag | tegenstander uitslag | tegenstander uitslag | rang        |
| -------------------------- | --------- | --------------- | --------------- | -------------------- | -------------------- | -------------------- | -------------------- | ----------- |
| Tang Chih-chun Lin Chia-en | team      | 1319            | 8               | India V 3 – 5        | niet geplaatst       | niet geplaatst       | niet geplaatst       | 9           |

### Gewichtheffen
Mannen
| atlete         | onderdeel | trekken | trekken | stoten | stoten | totaal | rang |
| atlete         | onderdeel | score   | rang    | score  | rang   | totaal | rang |
| -------------- | --------- | ------- | ------- | ------ | ------ | ------ | ---- |
| Kao Chan-hung  | -61 kg    | 125     | 9       | 147    | DNF    | DNF    | DNF  |
| Chen Po-jen    | -96 kg    | 176     | 5       | 205    | 6      | 381    | 5    |
| Hsieh Yun-ting | -96 kg    | 172     | 13      | 206    | 10     | 378    | 12   |

Vrouwen
| atlete           | onderdeel | trekken | trekken | stoten | stoten | totaal | rang  |
| atlete           | onderdeel | score   | rang    | score  | rang   | totaal | rang  |
| ---------------- | --------- | ------- | ------- | ------ | ------ | ------ | ----- |
| Fang Wan-ling    | -49 kg    | 80      | 8       | 101    | 4      | 181    | 4     |
| Chiang Nien-hsin | -55 kg    | 81      | 12      | 95     | 13     | 176    | 13    |
| Kuo Hsing-chun   | -59 kg    | 103 OR  | 1       | 133 OR | 1      | 236 OR | Goud  |
| Chen Wen-huei    | -64 kg    | 103     | 4       | 127    | 3      | 23     | Brons |

### Golf
Mannen
| atleet          | onderdeel | eerste ronde | tweede ronde | derde ronde | vierde ronde | play-off om brons | totaal | totaal | totaal |
| atleet          | onderdeel | score        | score        | score       | score        | score             | score  | par    | rang   |
| --------------- | --------- | ------------ | ------------ | ----------- | ------------ | ----------------- | ------ | ------ | ------ |
| Pan Cheng-tsung | mannen    | 74           | 66           | 66          | 63           | 14                | 269    | -15    | Brons  |

Vrouwen
| atleet       | onderdeel | eerste ronde | tweede ronde | derde ronde | vierde ronde | totaal | totaal | totaal |
| atleet       | onderdeel | score        | score        | score       | score        | score  | par    | rang   |
| ------------ | --------- | ------------ | ------------ | ----------- | ------------ | ------ | ------ | ------ |
| Hsu Wei-ling | vrouwen   | 69           | 69           | 71          | 66           | 275    | -9     | 15     |
| Min Lee      | vrouwen   | 69           | 69           | 72          | 72           | 282    | -2     | 34     |

### Gymnastiek

#### Turnen
Mannen
| atleet         | onderdeel | kwalificatie | kwalificatie | kwalificatie | kwalificatie | kwalificatie | kwalificatie | kwalificatie | kwalificatie | finale         | finale         | finale         | finale         | finale         | finale         | finale         | finale         |
| atleet         | onderdeel | toestel      | toestel      | toestel      | toestel      | toestel      | toestel      | totaal       | positie      | toestel        | toestel        | toestel        | toestel        | toestel        | toestel        | totaal         | positie        |
| atleet         | onderdeel | vloer        | voltige      | ringen       | sprong       | brug         | rekstok      | totaal       | positie      | vloer          | voltige        | ringen         | sprong         | brug           | rekstok        | totaal         | positie        |
| -------------- | --------- | ------------ | ------------ | ------------ | ------------ | ------------ | ------------ | ------------ | ------------ | -------------- | -------------- | -------------- | -------------- | -------------- | -------------- | -------------- | -------------- |
| Lee Chih-kai   | team      | 14.200       | 15.266 Q     | 13.033       | 14.500       | 14.233       | 13.00        | 84.332       | 17 Q         | niet geplaatst | niet geplaatst | niet geplaatst | niet geplaatst | niet geplaatst | niet geplaatst | niet geplaatst | niet geplaatst |
| Tang Chia-hung | team      | 14.333       | 13.000       | 13.833       | 14.400       | 13.966       | 13.400       | 82.932       | 22 Q         | niet geplaatst | niet geplaatst | niet geplaatst | niet geplaatst | niet geplaatst | niet geplaatst | niet geplaatst | niet geplaatst |
| Shiao Yu-jan   | team      | 13.833       | 12.900       | 12.833       | 14.333       | 12.100       | 11.800       | 77.799       | 54           | niet geplaatst | niet geplaatst | niet geplaatst | niet geplaatst | niet geplaatst | niet geplaatst | niet geplaatst | niet geplaatst |
| Hung Yuan-hsi  | team      | 13.233       | 10.766       | 12.633       | 12.966       | 11.500       | 13.000       | 74.098       | 60           | niet geplaatst | niet geplaatst | niet geplaatst | niet geplaatst | niet geplaatst | niet geplaatst | niet geplaatst | niet geplaatst |
| Totaal         | team      | 42.366       | 41.166       | 39.699       | 43.233       | 40.299       | 39.500       | 246.263      | 10           | niet geplaatst | niet geplaatst | niet geplaatst | niet geplaatst | niet geplaatst | niet geplaatst | niet geplaatst | niet geplaatst |

| Olympiër       | Onderdeel            | Resultaat | Prestatie |
| -------------- | -------------------- | --------- | --------- |
| Lee Chih-kai   | paardvoltige         | Zilver    | 15.400    |
| Lee Chih-kai   | Meerkamp individueel | 21        | 80.699    |
| Tang Chia-hung | Meerkamp individueel | 84.798    | 7         |

Vrouwen
| atlete        | onderdeel | kwalificatie | kwalificatie | kwalificatie | kwalificatie | kwalificatie | kwalificatie | finale         | finale         | finale         | finale         | finale         | finale         |
| atlete        | onderdeel | toestel      | toestel      | toestel      | toestel      | totaal       | positie      | toestel        | toestel        | toestel        | toestel        | totaal         | positie        |
| atlete        | onderdeel | sprong       | brug         | balk         | vloer        | totaal       | positie      | sprong         | brug           | balk           | vloer          | totaal         | positie        |
| ------------- | --------- | ------------ | ------------ | ------------ | ------------ | ------------ | ------------ | -------------- | -------------- | -------------- | -------------- | -------------- | -------------- |
| Ting Hua-tien | meerkamp  | -            | 12.233       | 12.566       | -            | -            | -            | niet geplaatst | niet geplaatst | niet geplaatst | niet geplaatst | niet geplaatst | niet geplaatst |

### Judo
Mannen
| atleet        | onderdeel | eerste ronde         | tweede ronde         | derde ronde          | kwartfinale          | halve finale          | herkansing           | finale / BM          | finale / BM |
| atleet        | onderdeel | tegenstander uitslag | tegenstander uitslag | tegenstander uitslag | tegenstander uitslag | tegenstander uitslag  | tegenstander uitslag | tegenstander uitslag | rang        |
| ------------- | --------- | -------------------- | -------------------- | -------------------- | -------------------- | --------------------- | -------------------- | -------------------- | ----------- |
| Yang Yung-wei | −60 kg    | n.v.t.               | n.v.t.               | Gerchev W 010–0s1    | Tsjakadoea W 010–0s1 | Mkheidze W 10s1 - 0s2 | bye                  | Takato V 0s3 - 10s1  | Zilver      |

Vrouwen
| atlete         | onderdeel | eerste ronde         | tweede ronde         | derde ronde          | kwartfinale          | halve finale         | herkansing           | finale / BM          | finale / BM    |                |
| atlete         | onderdeel | tegenstander uitslag | tegenstander uitslag | tegenstander uitslag | tegenstander uitslag | tegenstander uitslag | tegenstander uitslag | tegenstander uitslag | rang           |                |
| -------------- | --------- | -------------------- | -------------------- | -------------------- | -------------------- | -------------------- | -------------------- | -------------------- | -------------- | -------------- |
| Lin Chen-hao   | −48 kg    | n.v.t.               | Milani W 10s2-1s1    | Dolgova W 10s2 - 0s1 | Krasniqi V 000-010   | niet geplaatst       | Rishony V 0s2 - 10s1 | niet geplaatst       | 7              |                |
| Lien Chen-ling | −57 kg    | n.v.t.               | n.v.t.               | Kajzer V 0s3-010     | niet geplaatst       | niet geplaatst       | niet geplaatst       | niet geplaatst       | niet geplaatst | niet geplaatst |

### Kanovaren
Mannen
Slalom
| atleet        | onderdeel  | series | series | series | series | series    | series | halve finale   | halve finale   | finale         | finale         |
| atleet        | onderdeel  | run 1  | rang   | run 2  | rang   | beste run | rang   | tijd           | rang           | tijd           | rang           |
| ------------- | ---------- | ------ | ------ | ------ | ------ | --------- | ------ | -------------- | -------------- | -------------- | -------------- |
| Chang Chu-han | K-1 slalom | 182,95 | 26     | 136,66 | 25     | 136,66    | 26     | niet geplaatst | niet geplaatst | niet geplaatst | niet geplaatst |

### Karate

#### Kata
Mannen
| Atleet     | Onderdeel | Eliminatie | Eliminatie | Rankingsronde  | Rankingsronde  | Finale / BM            | Finale / BM    |
| Atleet     | Onderdeel | Score      | Rang       | Score          | Rang           | Regenstander Resultaat | Rang           |
| ---------- | --------- | ---------- | ---------- | -------------- | -------------- | ---------------------- | -------------- |
| Wang Yi-ta | kata      | 24.97      | 5          | niet geplaatst | niet geplaatst | niet geplaatst         | niet geplaatst |

#### Kumite
Vrouwen
| Atleet      | Onderdeel | Groupsfase             | Groupsfase             | Groupsfase             | Groupsfase | Halve finale           | Finale                 | Finale |
| Atleet      | Onderdeel | Tegenstander resultaat | Tegenstander resultaat | Tegenstander resultaat | Rang       | Tegenstander resultaat | Tegenstander resultaat | Rang   |
| ----------- | --------- | ---------------------- | ---------------------- | ---------------------- | ---------- | ---------------------- | ---------------------- | ------ |
| Wen Tzu-yun | −55 kg    | Goranova\| V 2–5       | Bahmanyar W 5–1        | Özçelik W 5–4          | 2 Q        | Terliuga V 4–4         | niet geplaatst         | Brons  |

### Paardensport

#### Springen
| ruiter       | paard                | onderdeel   | kwalificatie | kwalificatie | finale         | finale         | totaal         | totaal         |
| ruiter       | paard                | onderdeel   | strafpunten  | rang         | strafpunten    | rang           | strafpunten    | rang           |
| ------------ | -------------------- | ----------- | ------------ | ------------ | -------------- | -------------- | -------------- | -------------- |
| Jasmijn Chen | Benitus di Vallerano | individueel | 9            | 51           | niet geplaatst | niet geplaatst | niet geplaatst | niet geplaatst |

### Roeien
Vrouwen
| atlete        | onderdeel | series  | series | herkansingen | herkansingen | kwartfinale | kwartfinale | halve finale | halve finale | finale  | finale |
| atlete        | onderdeel | tijd    | rang   | tijd         | rang         | tijd        | rang        | tijd         | rang         | tijd    | rang   |
| ------------- | --------- | ------- | ------ | ------------ | ------------ | ----------- | ----------- | ------------ | ------------ | ------- | ------ |
| Huang Yi-ting | skiff     | 8.04,59 | 4 H    | 8.11,56      | 2 KF         | 8.34,51     | 6 HC/D      | 7.56,00      | 5 FD         | 7.52,18 | 20     |

Legenda: FA=finale A (medailles); FB=finale B (geen medailles); FC=finale C (geen medailles); FD=finale D (geen medailles); FE=finale E (geen medailles); FF=finale F (geen medailles); HA/B=halve finale A/B; HC/D=halve finale C/D; HE/F=halve finale E/F; KF=kwartfinale; H=herkansing

### Schietsport
Mannen
| atleet        | onderdeel        | kwalificaties | kwalificaties | finale         | finale         |
| atleet        | onderdeel        | punten        | rang          | punten         | rang           |
| ------------- | ---------------- | ------------- | ------------- | -------------- | -------------- |
| Lu Shao-chuan | 10 m luchtgeweer | 626.3         | 17            | niet geplaatst | niet geplaatst |
| Yang Kun-pi   | trap             | 121           | 14            | niet geplaatst | niet geplaatst |

Vrouwen
| atlete         | onderdeel         | kwalificaties | kwalificaties | finale         | finale         |
| atlete         | onderdeel         | punten        | rang          | punten         | rang           |
| -------------- | ----------------- | ------------- | ------------- | -------------- | -------------- |
| Lin Ying-shin  | 10 m luchtgeweer  | 623.4         | 26            | niet geplaatst | niet geplaatst |
| Tien Chia-chen | 10 m luchtpistool | 559           | 42            | niet geplaatst | niet geplaatst |
| Tien Chia-chen | 25 m pistool      | 584           | 5 Q           | 10             | 8              |
| Wu Chia-ying   | 10 m luchtpistool | 573           | 14            | niet geplaatst | niet geplaatst |
| Wu Chia-ying   | 25 m pistool      | 584           | 7 Q           | 23             | 5              |

Gemengd
| atlete                      | onderdeel             | kwalificatie 1 | kwalificatie 1 | kwalificatie 2 | kwalificatie 2 | finale         | finale         |
| atlete                      | onderdeel             | punten         | rang           | punten         | rang           | punten         | rang           |
| --------------------------- | --------------------- | -------------- | -------------- | -------------- | -------------- | -------------- | -------------- |
| Lin Ying-shin Lu Shao-chuan | 10 m luchtgeweer team | 625.4          | 14             | niet geplaatst | niet geplaatst | niet geplaatst | niet geplaatst |

### Taekwondo
Mannen
| atleet       | onderdeel | eerste ronde         | kwartfinale          | halve finale         | herkansing           | finale / BM          | finale / BM    |
| atleet       | onderdeel | tegenstander uitslag | tegenstander uitslag | tegenstander uitslag | tegenstander uitslag | tegenstander uitslag | rang           |
| ------------ | --------- | -------------------- | -------------------- | -------------------- | -------------------- | -------------------- | -------------- |
| Huang Yu-Jen | -68 kg    | Hosseini V 18-15     | niet geplaatst       | niet geplaatst       | niet geplaatst       | niet geplaatst       | niet geplaatst |
| Liu Wei-ting | -80 kg    | Beigi V 15-11        | niet geplaatst       | niet geplaatst       | niet geplaatst       | niet geplaatst       | niet geplaatst |

Vrouwen
| atleet       | onderdeel | eerste ronde         | kwartfinale          | halve finale         | herkansing           | finale / BM          | finale / BM    |
| atleet       | onderdeel | tegenstander uitslag | tegenstander uitslag | tegenstander uitslag | tegenstander uitslag | tegenstander uitslag | rang           |
| ------------ | --------- | -------------------- | -------------------- | -------------------- | -------------------- | -------------------- | -------------- |
| Su Po-ya     | -49 kg    | Yamada V 10-9        | niet geplaatst       | niet geplaatst       | niet geplaatst       | niet geplaatst       | niet geplaatst |
| Lo Chia-ling | -57 kg    | Lee W 20-18          | Park W 18-7          | Zolotic V 5-28       | Ben Yessouf W 10-6   | niet geplaatst       | Brons          |

### Tafeltennis
Mannen
| atleet                                    | onderdeel | voorronde            | eerste ronde         | tweede ronde         | derde ronde          | vierde ronde         | kwartfinale          | halve finale         | finale / BM          | finale / BM    |
| atleet                                    | onderdeel | tegenstander uitslag | tegenstander uitslag | tegenstander uitslag | tegenstander uitslag | tegenstander uitslag | tegenstander uitslag | tegenstander uitslag | tegenstander uitslag | rang           |
| ----------------------------------------- | --------- | -------------------- | -------------------- | -------------------- | -------------------- | -------------------- | -------------------- | -------------------- | -------------------- | -------------- |
| Lin Yun-ju                                | enkelspel | bye                  | bye                  | bye                  | Källberg W 4-1       | Tsuboi W 4-2         | Jorgić W 4-0         | Fan V 3-4            | Ovtcharov V 3-4      | 4              |
| Chuang Chih-yuan                          | enkelspel | bye                  | bye                  | Cifuentes W 4-3      | Wong W 4-1           | Assar V 3-4          | niet geplaatst       | niet geplaatst       | niet geplaatst       | niet geplaatst |
| Chen Chien-an Chuang Chih-yuan Lin Yun-ju | team      | n.v.t.               | n.v.t.               | n.v.t.               | n.v.t.               | Kroatië W 3-0        | Duitsland V 2-3      | niet geplaatst       | niet geplaatst       | niet geplaatst |

Vrouwen
| atlete                                    | onderdeel | voorronde            | eerste ronde         | tweede ronde         | derde ronde          | vierde ronde           | kwartfinale          | halve finale         | finale / BM          | finale / BM    |
| atlete                                    | onderdeel | tegenstander uitslag | tegenstander uitslag | tegenstander uitslag | tegenstander uitslag | tegenstander uitslag   | tegenstander uitslag | tegenstander uitslag | tegenstander uitslag | rang           |
| ----------------------------------------- | --------- | -------------------- | -------------------- | -------------------- | -------------------- | ---------------------- | -------------------- | -------------------- | -------------------- | -------------- |
| Chen Szu-yu                               | enkelspel | bye                  | bye                  | bye                  | Zhang W 4-0          | Sun V 0-4              | niet geplaatst       | niet geplaatst       | niet geplaatst       | niet geplaatst |
| Cheng I-ching                             | enkelspel | bye                  | bye                  | bye                  | Yu V 0-4             | niet geplaatst         | niet geplaatst       | niet geplaatst       | niet geplaatst       | niet geplaatst |
| Chen Szu-yu Cheng Hsien-tzu Cheng I-ching | team      | n.v.t.               | n.v.t.               | n.v.t.               | n.v.t.               | Verenigde Staten W 3-0 | Japan V 0-3          | niet geplaatst       | niet geplaatst       | niet geplaatst |

Gemengd
| atleet                   | onderdeel  | eerste ronde          | kwartfinale          | halve finale         | finale / BM           | finale / BM |
| atleet                   | onderdeel  | tegenstander uitslag  | tegenstander uitslag | tegenstander uitslag | tegenstander uitslag  | rang        |
| ------------------------ | ---------- | --------------------- | -------------------- | -------------------- | --------------------- | ----------- |
| Lin Yun-ju Cheng I-ching | dubbelspel | Achanta / Batra W 4-0 | Lee / Jeon W 4-2     | Mizutani / Ito V 1-4 | Lebesson / Yuan W 4-0 | Brons       |

### Tennis
Mannen
| atleet      | onderdeel | eerste ronde         | tweede ronde         | derde ronde          | kwartfinale          | halve finale         | finale / BM          | finale / BM    |                |
| atleet      | onderdeel | tegenstander uitslag | tegenstander uitslag | tegenstander uitslag | tegenstander uitslag | tegenstander uitslag | tegenstander uitslag | rang           |                |
| ----------- | --------- | -------------------- | -------------------- | -------------------- | -------------------- | -------------------- | -------------------- | -------------- | -------------- |
| Lu Yen-hsun | enkelspel | Zverev V 1-6, 3-6    | niet geplaatst       | niet geplaatst       | niet geplaatst       | niet geplaatst       | niet geplaatst       | niet geplaatst | niet geplaatst |

Vrouwen
| atlete                      | onderdeel  | eerste ronde                         | tweede ronde         | kwartfinale          | halve finale         | finale / BM          | finale / BM    |                |
| atlete                      | onderdeel  | tegenstander uitslag                 | tegenstander uitslag | tegenstander uitslag | tegenstander uitslag | tegenstander uitslag | rang           |                |
| --------------------------- | ---------- | ------------------------------------ | -------------------- | -------------------- | -------------------- | -------------------- | -------------- | -------------- |
| Chan Hao-ching Latisha Chan | dubbelspel | Niculescu / Olaru V 5-7, 6-1, [6-10] | niet geplaatst       | niet geplaatst       | niet geplaatst       | niet geplaatst       | niet geplaatst | niet geplaatst |
| Hsieh Yu-chieh Hsu Chieh-yu | dubbelspel | Krejčíková / Siniaková V 2-6, 1-6    | niet geplaatst       | niet geplaatst       | niet geplaatst       | niet geplaatst       | niet geplaatst | niet geplaatst |

### Wielersport
Mannen
| atleet        | onderdeel    | tijd | rang |
| ------------- | ------------ | ---- | ---- |
| Feng Chun-kai | wegwedstrijd | DNF  | DNF  |

### Zwemmen
Mannen
| atleet         | onderdeel         | series  | series | halve finale   | halve finale   | finale         | finale         |
| atleet         | onderdeel         | tijd    | rang   | tijd           | rang           | tijd           | rang           |
| -------------- | ----------------- | ------- | ------ | -------------- | -------------- | -------------- | -------------- |
| Wang Kuan-hung | 100 m vlinderslag | 52,44   | 35     | niet geplaatst | niet geplaatst | niet geplaatst | niet geplaatst |
| Wang Kuan-hung | 200 m vlinderslag | 1.54,44 | 2 Q    | 1.55,32        | 13             | niet geplaatst | niet geplaatst |
| Wang Hsing-hao | 200 m wisselslag  | 2.00,72 | 37     | niet geplaatst | niet geplaatst | niet geplaatst | niet geplaatst |
| Wang Hsing-hao | 400 m wisselslag  | 4.19,06 | 25     | n.v.t.         | n.v.t.         | niet geplaatst | niet geplaatst |

Vrouwen
| atleet          | onderdeel       | series | series | halve finale   | halve finale   | finale         | finale         |
| atleet          | onderdeel       | tijd   | rang   | tijd           | rang           | tijd           | rang           |
| --------------- | --------------- | ------ | ------ | -------------- | -------------- | -------------- | -------------- |
| Huang Mei-chien | 50 m vrije slag | 25,99  | 38     | niet geplaatst | niet geplaatst | niet geplaatst | niet geplaatst |